# 室戸 (小惑星)
室戸(4439 Muroto)は、1984年11月2日に関勉が高知県芸西村で発見した小惑星である。高知県の室戸市にちなんで命名された。